# حم سينائي
الحَمّ السينائي أو خصيان الجمل(باللاتينية: Moricandia sinaica) نوع نباتي يتبع جنس الحَمّ من الفصيلة الكرنبية.

## الموئل والانتشار
موطن هذا النوع مصر وبلاد الشام واليمن.